# Het vind
Het vind (en español: Viento caliente) es el álbum debut en solitario de la cantante y compositora sueca Marie Fredriksson, publicado el 20 de septiembre de 1984 por el sello EMI Svenska AB. Es el primer trabajo que realizó en solitario antes de integrar el dúo Roxette junto a Per Gessle. El álbum llegó a estar en el top 20 del ranking sueco. Contó originalmente con 10 canciones pero en la reedición del año 1987 en formato CD incluyó una adaptación de All Through the Night canción que hizo popular Cindy Lauper, que en sueco se tituló Natt efter natt.

## Producción
Fredriksson grabó el álbum entre diciembre de 1983 y junio de 1984 en los estudios de EMI en Estocolmo. Varios de los músicos participantes habían trabajado anteriormente en el álbum debut de Per Gessle. El propio Gessle compuso dos canciones: «Tag detta hjärta» y «Rickie Lee», esta última incluida únicamente en la reedición de 2003.
El productor fue Lasse Lindbom, quien sería su primer esposo, también colaborador en la composición de buena parte del material. El estilo del álbum combina elementos de pop rock y soft rock, con un tono introspectivo y melódico.

## Lanzamiento y recepción
El sencillo principal, «Ännu doftar kärlek», fue lanzado antes del álbum y alcanzó el puesto número 18 en la lista sueca de sencillos. El segundo sencillo, «Het vind», no ingresó en listas. En 1987, se publicó una edición en CD con la inclusión del tema «Natt efter natt», versión en sueco del tema «All Through the Night» de Cyndi Lauper, adaptada por Lindbom.

## Rendimiento comercial
- El álbum alcanzó la posición número 20 en la lista de álbumes de Suecia.[6]
- «Ännu doftar kärlek» alcanzó el puesto número 18 en la lista sueca de sencillos.[7]

## Lista de canciones
| N.º | Título               | Autor(es)                               | Duración |
| --- | -------------------- | --------------------------------------- | -------- |
| 1   | «Het Vind»           | Ulf Lundell                             | 5:30     |
| 2   | «Jag Går Min Väg»    | Lasse Lindbom, Marie Fredriksson        | 3:52     |
| 3   | «Ännu Doftar Kärlek» | Lasse Lindbom, Marie Fredriksson        | 3:48     |
| 4   | «(Du Är En) Vinnare» | Lasse Lindbom                           | 3:30     |
| 5   | «Det Blåser En Vind» | Lasse Lindbom                           | 4:17     |
| 6   | «Aldrig Mer Igen»    | Per Palmers, Lasse Lindbom, L. Lindberg | 4:37     |
| 7   | «Tag Detta Hjärta»   | Lasse Lindbom, Per Gessle               | 4:08     |
| 8   | «Tusen Ögon»         | Marie Fredriksson                       | 3:44     |
| 9   | «Vidare Igen»        | G. Holmgren, Marie Fredriksson          | 3:25     |
| 10  | «Jag Ska Ge Allt»    | Martin Sternhufvud                      | 5:04     |

## Créditos[8]
- Marie Fredriksson: voz principal, coros y sintetizador
- Lasse Lindbom: productor, voz secundaria, composición, guitarra acústica y producción
- Per Gessle: composición
- Ulf Lundell: composición
- Martin Sternhufvud: composición
- Per "Pelle" Andersson: coros y percusión
- Backa Hans Eriksson: bajo
- Jan "Nane" Kvillsäter: guitarra eléctrica
- Per "Pelle" Sirén: guitarra eléctrica
- Hans "Hasse" Olsson: teclados
- Niklas Strömstedt: coros

- Björn Almstedt: masterización
- Kjell Andersson: diseño de portada
- Calle Bengtsson : fotografía
- Björn Boström: ingeniero de sonido